# Intus et foris arcora

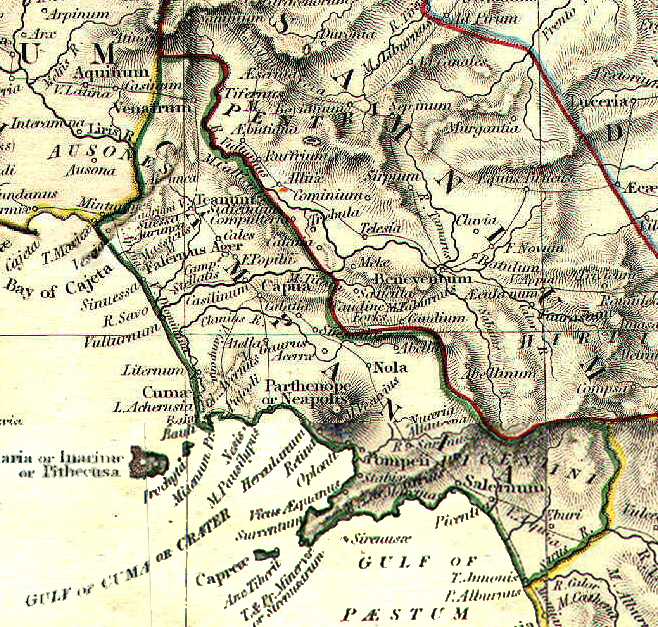
La Campania felix.

Con la locuzione latina intus et foris arcora, menzionata semplicemente come foris arcora, a foris arcora, intus arcora e ad arcora si indicavano i territori dell'antica Campania felix, posti davanti alle arcate dell'antico acquedotto romano del Serino, che attraversava Atella.

## Storia
Durante la centuriazione della Campania antica effettuate dai Gracchi e da Augusto, i luoghi erano attraversati da un acquedotto diretto ad Atella, dal quale sono poi derivati i nomi degli attuali comuni o villaggi campani come Afragola (A foris arcora), Arcora, Arcopinto, Pomigliano d'Arco (Pumilianum foris arcora), Casalnuovo di Napoli (Casali Novo intus Arcora), Licignano di Napoli (Liciniana/Licinianum foris arcora), Mascarella foris arcora, Thermensis de foris arcora, Pacciano (Paccianum foris arcora), Zorano foris arcora, Massarella foris arcora, Mascharella foris arcora.
L'antico acquedotto, infatti, viene menzionato nei Regii Neapolitani Archivi Monumentata a proposito di territori foris arcora dudum aqueductus (davanti alle arcate già dell'acquedotto).

## Origine dei nomi

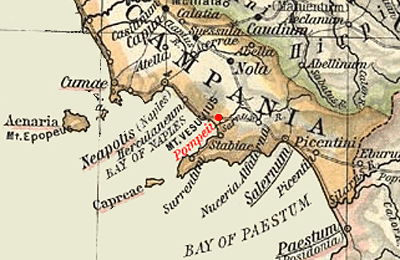
La Campania felix ai tempi dei Romani.

Probabilmente, secondo Giacinto Libertini, molti dei nomi di villaggi campani derivano dai resti dell'antico acquedotto come Arcopinto, derivante probabilmente da un'arcata dipinta, Arcora, che in latino significa "arcate", o anche la Madonna dell'Arco, piazza dell'Arco e un luogo detto "miezo all'arco", oltre ai già citati villaggi e comuni campani.